# 秋山浩志
秋山 浩志（あきやま ひろし、1956年11月7日 - ）は、元NHKのアナウンサー。現在はフリー（事務所はMAXキャスティング）。血液型はA型。
長崎県立大崎高等学校、國學院大學を卒業。1981年NHK入局。北見放送局→広島放送局→東京アナウンス室→大阪放送局→広島放送局→情報ネットワーク出向→大阪放送局→情報ネットワーク出向（出向中に「G-Media」に改称）→神戸放送局放送局→福岡放送局→東京アナウンス室で勤務。野球・ゴルフを中心としてスポーツ実況に長く携わり、管理職としても神戸ではアナウンス統括、福岡では道谷眞平の東京異動後空席となっていた九州・沖縄ブロックのスポーツデスクを務めた。第88回全国高等学校野球選手権大会では決勝延長再試合となった駒大苫小牧高校と早稲田実業学校戦のテレビ中継の実況を2日間とも務めた。長らくNHKのアナウンサーとして働いてきたが、2022年よりフリー。
「あーっと、おーっと」が口癖。

## 現在の出演番組
- 野球中継（主に埼玉西武ライオンズおよび福岡ソフトバンクホークス、読売ジャイアンツ (ファーム)主催試合）
- ゴルフネットワーク（PGAツアー、日本ゴルフツアー機構）

## 過去の出演番組
NHK時代
- ゴルフ中継
- ミッドナイトジャーナル（スポーツニュース担当）
- 産物列島'95
- ぐるっと関西おひるまえ（神戸編責）